# Долан, Брендан
Брендан Габриэль Долан (англ. Brendan Gabriel Dolan; род. 2 августа 1973, Эннискиллен) — североирландский профессиональный дартсмен, выступающий в турнирах под эгидой PDC. Он стал первым игроком, который сыграл лег за девять дротиков в формате "double-in" (где игрок должен начинать с попадания в удвоение). Это произошло на Мировом Гран-при 2011 года, за что Долан получил прозвище The History Maker (Творец истории). Он также вышел в финал этого турнира, где проиграл Филу Тейлору.
Победитель 10 турниров Про-тура PDC. Известен своим особым празднованием набора 180 очков, когда он вращает пальцем, изображая вертолет.

## Результаты на чемпионатах мира

### PDC
- 2009 — Первый раунд (поражение от Джейсма Уэйда 0-3)
- 2010 — Второй раунд (поражение от Раймонда ван Барневельда 0-4)
- 2011 — Второй раунд (поражение от Уэса Ньютона 0-4)
- 2012 — Первый раунд (поражение от Кима Хюйбрехтса 0-3)
- 2013 — Второй раунд (поражение от Раймонда ван Барневельда 1-4)
- 2014 — Второй раунд (поражение от Гэри Андерсона 1-4)
- 2015 — Второй раунд (поражение от Майкла Смита 1-4)
- 2016 — Первый раунд (поражение от Кайла Андерсона 0-3)
- 2017 — Второй раунд (поражение от Йелле Клаасена 0-4)
- 2018 — Первый раунд (поражение от Роберта Торнтона 1-3)
- 2019 — Четвертьфинал (поражение от Нейтана Аспиналла 1-5)
- 2020 — Второй раунд (поражение от Гэри Андерсона 0-3)
- 2021 — Третий раунд (поражение от Гервина Прайса 3-4)
- 2022 — Второй раунд (поражение от Каллана Ридза 0-3)
- 2023 — Третий раунд (поражение от Джонни Клэйтона 1-4)
- 2024 — Четвертьфинал (поражение от Люка Литтлера 1-5)
- 2025 — участвует

## Леги за 9 дротиков
| Дата           | Противник   | Турнир                | Способ                              | Приз   |
| -------------- | ----------- | --------------------- | ----------------------------------- | ------ |
| 8 октября 2011 | Джеймс Уэйд | Мировой Гран-при 2011 | D20, 2 x T20; 3 x T20; T20, T17, BE | £5,000 |